# Abu Bakr al-Baghdadi
Abu Bakr al-Baghdadi (Samarra, Irak, 28 de julio de 1971-Barisha, Siria, 27 de octubre de 2019), cuyo nombre secular era Ibrahim Awwad Ibrahim Ali al-Badri al-Samarrai (ابراهيم عواد ابراهيم علي البدري السامرائي ʔIbrāhīm ʕĀwad ʔIbrāhīm ʔal-Badrī ʔal-Sāmarrāʔī), fue un terrorista yihadista y militante iraquí (renunció a su nacionalidad en 2004), líder del grupo yihadista Dáesh desde 2014 año en el que se autoproclamó califa de todos los musulmanes, exigiendo obediencia a los musulmanes de todo el mundo hasta su asesinato en 2019.
Se unió a Al-Qaeda en Irak y ascendió de rango hasta que fue nombrado emir, el líder más alto, en 2010. Al-Qaeda en Irak se reorganizó y cambió su nombre a Estado Islámico de Irak durante este tiempo. En junio de 2014, el grupo rompió definitivamente con Al Qaeda, pasó a llamarse "Estado Islámico de Irak y el Levante" (Dáesh) y se declaró califato. 
La pretensión de Baghdadi de ser "califa" fue rechazada casi universalmente por la comunidad musulmana. El Dáesh fue designado como organización terrorista por las Naciones Unidas y casi todos los Estados soberanos, y Baghdadi fue considerado individualmente terrorista por Estados Unidos y muchos otros países. Como líder del Dáesh, Baghdadi comandó las milicias del Dáesh en su lucha contra Irak y Siria. Baghdadi propulsó el uso de tácticas terroristas, como el uso masivo de atentados suicidas, la ejecución de los prisioneros de guerra y la introducción de la esclavitud. El Dáesh capturó brevemente un territorio sustancial entre Irak y Siria, pero perdió gran parte de ese territorio y casi todos sus combatientes durante el final del mandato de Baghdadi como califa.
Eligió su nombre de guerra en homenaje a Abu Bakr al-Siddiq, el primer califa del Islam, suegro de Mahoma y, a su vez, iniciador de la serie de los llamados califas ortodoxos. Desde 2015 se le dio por muerto en varias ocasiones. En abril de 2019, tras cinco años de silencio, reapareció en un vídeo felicitando a los autores de los atentados de Sri Lanka, verificando que seguía vivo. El 26 de octubre de 2019, el presidente de Estados Unidos Donald Trump afirmó que Al Baghdadi había muerto durante una operación militar de Estados Unidos en el noroeste de Siria, sosteniendo que se habría suicidado con un cinturón de explosivos durante la acción de los comandos estadounidenses. En su intervención, Trump agradeció la ayuda de Rusia, Turquía, Siria, Irak y los kurdos.
La revista estadounidense Time lo consideró el hombre más peligroso del mundo, y el diario francés Le Monde, como el sucesor espiritual de Osama Bin Laden. En 2011, el Departamento de Estado de los Estados Unidos ofreció una recompensa de 10 millones de dólares por información viable que llevara a su captura o muerte. Se llegaron a ofrecer por él 25 millones de dólares, lo que lo convirtió en el terrorista más buscado del mundo, junto al líder de Al Qaeda, Aymán al-Zawahirí. En noviembre de 2014, la revista Forbes lo incluyó en el puesto 53 de las personas más poderosas del mundo.
Baghdadi sería responsable directo en las atrocidades y violaciones de los derechos humanos del Dáesh, tales como el genocidio de los yazidíes en Irak, la esclavitud sexual generalizada, las violaciones organizadas, las flagelaciones y las ejecuciones sistemáticas. Abrazó la brutalidad como parte de los esfuerzos propagandísticos de la organización, produciendo videos que mostraban la esclavitud sexual y las ejecuciones a través de la piratería, la lapidación y la quema. El propio Baghdadi era un violador en serie que mantenía a varias esclavas sexuales personales.

## Primeros años y educación
Ibrahim Ali nació en Samarra el 28 de julio de 1971. Obtuvo un doctorado en estudios islámicos por la Universidad de Bagdad. Empezó a interesarse por la yihad tras la ocupación estadounidense de Irak en el año 2003 año en el que se sumó a la insurgencia contra la invasión estadounidense en la que se derrocó a Sadam Huseín.
En 2004, estuvo detenido durante once meses por las fuerzas estadounidenses en el centro de detención Camp Bucca. Allí entabló relaciones con exgenerales del régimen de Saddam Hussein. En diciembre de 2004, fue liberado por una Junta de Revisión y Publicación.
De 2010 a 2013, el grupo Estado Islámico de Irak formó parte de Al Qaeda. La alianza se rompió tras el cuestionamiento a la autoridad del egipcio Aymán al-Zawahirí, sucesor de Osama Bin Laden. Un año después al-Baghdadi se convirtió en el líder de la organización después de que su antecesor fuera asesinado.
Según el diario The Guardian del 18 de marzo de 2015, Abu Bakr al-Baghdadi sufrió un ataque aéreo de la Fuerza Aérea de los Estados Unidos que lo hirió gravemente mientras se trasladaba con su convoy por una ruta del autoproclamado califato, el vasto territorio que su milicia había arrebatado a Irak y Siria.[cita requerida]
Asimismo, The Guardian afirma que «las heridas de Al-Baghdadi motivaron reuniones de emergencia de los dirigentes del Estado Islámico, que, al principio, pensaban que moriría, e hicieron planes para nombrar a otro líder».[cita requerida]

## Califa del Dáesh

### Expansión en Siria y ruptura con Al Qaeda
Tras el inicio de la guerra civil siria, dividió su organización en dos grupos, uno de los cuales fue enviado a luchar a Siria con el nombre de Frente Al-Nusra, bajo el mando de Abu Mohammad al-Golani. Los vínculos entre ambos grupos se mantuvieron en secreto durante los primeros años. La creciente rivalidad entre Abu Bakr Al-Baghdadi y su emisario en Siria, Al-Joulani, llevó a Baghdadi a anunciar la disolución del Frente Al-Nosra en abril de 2013. Joulani se negó a obedecer y juró lealtad a Al Qaeda y a su líder, Ayman Al-Zawahiri. Este episodio marcó el inicio de la guerra entre el EIIL y Al Qaeda, que se extendió a todos los ámbitos de actividad de ambos grupos.
Cambió el nombre de su organización por el de Estado Islámico en Irak y el Levante e intervino directamente en la guerra civil siria con sus tropas. Sus tropas establecieron una suerte de colonias en los territorios entre Irak y Siria y se aliaron inicialmente con los demás grupos rebeldes, pero entraron en conflicto con ellos en 2014, principalmente por su rivalidad con los yihadistas del Frente al-Nosra, considerados «traidores».
Algunos señalan que bajo el gobierno de Saddam Hussein ya era un radical, pero otros afirman que después de la invasión de Irak de 2003, al-Baghdadi asumió posturas propias del yihadismo.

### Declaración de un califato
El 29 de junio de 2014, Al-Baghdadi se autoproclamó califa (jefe de Estado y monarca absoluto) de Estado Islámico de Irak y el Levante (ISIS), realizando su primera aparición pública en la oración del viernes 4 de julio de 2014 en la Gran Mezquita de Mosul según un vídeo en Internet en el que aparece Al-Baghdadi durante una intervención en un púlpito.
La declaración de un califato fue duramente criticada por los gobiernos de Oriente Medio, otros grupos teólogos e historiadores musulmanes suníes. El presentador de televisión y teólogo radicado en Catar, Yusuf al-Qaradawi, declaró: "La declaración emitida por el Estado Islámico es nula según la sharia y tiene consecuencias peligrosas para los suníes en Irak y para la revuelta en Siria", y agregó que el título de califa "solo puede ser otorgado por toda la nación musulmana", no por un solo grupo.
Abu Bakr al-Baghdadi se consideraba califa del Estado Islámico y comandante en jefe. A su vez, le reportan dos lugartenientesː Abu Muslim al Turkmani (abatido en Mosul, en agosto de 2015, durante un bombardeo de un dron estadounidense), quien tenía a cargo el territorio de Estado Islámico en el norte de Irak y siete gobernadores bajo sus órdenes, y Abu Ali al-Anbari, que gestionó los territorios ocupados en Siria con cinco gobernadores a su cargo. Ambos, antiguos generales del régimen de Saddam Hussein. En total este triunvirato gobernaba a 8 millones de personas y contaba con nueve consejos con carácter de ministerios: El Consejo Superior Islámico, el de la Sharia (compuesto por nueve especialistas en la Ley Islámica), el militar, el legal (disputas familiares e infracciones religiosas), el de seguridad, el de inteligencia, el financiero, el de asistencia a los yihadistas y el de medios de comunicación.
En un mensaje grabado en audio, al-Baghdadi anunció que el Estado Islámico marcharía sobre "Roma" —generalmente interpretado como Occidente— en su intento de establecer un Estado Islámico desde Oriente Medio a través de Europa. Dijo que conquistaría tanto Roma como España en este empeño e instó a los musulmanes de todo el mundo a emigrar al nuevo Estado Islámico.
El 8 de julio de 2014, el EIIL lanzó su revista en línea Dabiq. El título parece haber sido seleccionado por sus conexiones escatológicas con la versión islámica del fin de los tiempos, o malahim.
Según un informe de octubre de 2014, tras sufrir heridas graves, al-Baghdadi huyó de Raqqa, la capital del EIIL, debido a la intensa campaña de bombardeos lanzada por las fuerzas de la Coalición, y buscó refugio en la ciudad iraquí de Mosul, la mayor ciudad bajo control del EIIL en ese momento.
El 7 de noviembre de 2014, hubo informes no confirmados de la muerte de al-Baghdadi después de un ataque aéreo en Mosul, mientras que otros informes dijeron que solo estaba herido. 
El 20 de enero de 2015, el Observatorio Sirio de Derechos Humanos informó que al-Baghdadi había resultado herido en un ataque aéreo en Al-Qa'im, una ciudad fronteriza iraquí controlada por el Estado Islámico en ese momento, y como resultado se retiró a Siria. 
El 8 de febrero de 2015, después de que Jordania llevara a cabo 56 ataques aéreos en los que, según se informa, murieron 7.000 militantes de ISIS entre el 5 y el 7 de febrero, Abu Bakr al-Baghdadi huyó de Raqa a Mosul porque temía por su vida. 
El 20 de enero de 2015, el primer ministro iraquí, Haider al Abadi, informó que al-Baghdadi habría sido herido de gravedad en la ciudad de Al Qaim como resultado de un bombardeo.

### Política social
Como adherente a una rama radical del islam suní, Abu Bakr al-Baghdadi estableció todos sus decretos en consonancia con dicha ideología, no reconociendo la validez de otras escuelas islámicas. En general su política no distó mucho de la de otros líderes islamistas alrededor del mundo, solo distinguiéndose en el uso más radical de la fuerza y una mayor interacción con los medios de información y comunicación por parte de sus seguidores.
Al principio el grupo terrorista estuvo financiado por los reinos de la península arábiga en su enfrentamiento al régimen de Bashar al-Asad en Siria. Sin embargo, a medida que los militantes de Abu Bakr al-Baghdadi conquistaban territorios en Siria e Irak, empezaron a tener una mayor autonomía con altas posibilidades de autofinanciación merced a los dividendos obtenidos por medio del tráfico de combustible, al controlar de forma directa zonas geográficas ricas en petróleo, el tráfico de antigüedades, así como el dinero en efectivo obtenido de los bancos asaltados en las ciudades y pueblos que caen bajo su control. Además de sus recursos económicos, el Estado Islámico posee un considerable arsenal bélico arrebatado a las fuerzas armadas sirias e iraquíes.
Al-Baghdadi impuso inmediatamente la ley sharía como línea general de acción. En consecuencia con esto, una de sus primeras decisiones fue ordenar que las mujeres fueran obligadas a cubrir sus rostros, incluso los maniquíes en las tiendas, para no tentar a los hombres con ideas pecaminosas.
Se informó que una de sus primeras decisiones fue ordenar la mutilación genital femenina para todas las mujeres del califato. Algunos blogueros sugirieron que esta información podría ser falsa y un intento de desacreditar al Estado Islámico. Jenan Moussa, un corresponsal de la emisora Al AAan TV con sede en Dubái, publicó un tuit en el que aseguraba que sus contactos en Mosul no habían oído hablar de un edicto que impusiera dicha práctica.
Otro lineamiento es la intolerancia radical en contra de otros grupos religiosos y comunidades, como los cristianos, chiitas, yazidíes, turcomanos y mandeos. Todo aquel considerado infiel que no opta por convertirse al islam, es presa de ejecuciones sumarias y la trata de personas, lo que ha desencadenado un auténtico genocidio de tipo religioso en las zonas bajo su control. Sus casas fueron marcadas, sus bienes robados, las mujeres violadas y los niños asesinados. Se han denunciado decapitaciones de personas, incluyendo niños, que se niegan a la conversión, y la exposición de sus cadáveres en las plazas públicas.
Por razones como estas se ha generado un fenómeno de desplazamiento masivo hacia países vecinos, lo que ha desencadenado una grave crisis humanitaria.
Los tribunales islámicos del califato han impuesto la pena capital a diferentes prácticas criminales como la violación a mujeres musulmanas y el robo. De la misma manera han condenado a muerte a las personas señaladas como homosexuales, adúlteras o que han incurrido en blasfemia, situaciones que bajo su óptica también son consideradas como crímenes.
El grupo de Abu Bakr al-Baghdadi ha propiciado un uso extensivo y sofisticado de las redes sociales donde se muestran avances de los logros de la organización, se hacen invitaciones a sumarse a la causa del Estado Islámico, se da una imagen de la cotidianidad de la vida en el califato y se difunden vídeos con ejecuciones de rehenes en respuesta a lo que ellos consideran agresiones de Occidente.
Casos mundialmente conocidos fueron las decapitaciones de rehenes occidentales como el fotógrafo James Foley y el periodista Steven Sotloff y Peter Kassig, todos estadounidenses; dos ciudadanos británicos, uno de ellos David Haines, que realizaba tareas para la organización de ayuda humanitaria francesa Acted, y el taxista Alan Henning, que cumplía labores humanitarias para una ONG, así como los fusilamientos en masa de 250 prisioneros del ejército sirio y 300 combatientes kurdos.
En un nuevo acto de barbarie, también quemaron vivo dentro de una jaula a un piloto jordano que había sido hecho prisionero cuando derribaron su caza F-16 durante los bombardeos efectuados por la coalición. Fue insólito que para esta ejecución utilizaran la red social Twitter para que los usuarios pudieran elegir diferentes formas de ejecución.[cita requerida]
A su vez, por la prohibición en Facebook y otras redes sociales, los yihadistas crearon y lanzaron recientemente el sitio CalifaceBook para difundir sus acciones militares y la propaganda del grupo.
Además del uso de Internet, el Estado Islámico emplea métodos propagandísticos tradicionales para sociedades con menos acceso a las tecnologías de la comunicación digital; tal es el caso de la campaña a través de panfletos de doce páginas escritos en darí y pashtún distribuidos en el norte de Pakistán y Afganistán, que busca sumar nuevos reclutas a las filas del Estado Islámico.
Al igual que otros grupos yihadistas, el Estado Islámico hace llamados a sus simpatizantes alrededor del mundo para perpetrar acciones individuales y aisladas tras las líneas enemigas. A raíz de la ofensiva en su contra de los aliados occidentales, se ha hecho un llamamiento público a atentar contra la vida de ciudadanos de los países que forman parte de esta coalición. Ecos a este llamado han repercutido en países como Argelia, Canadá y Francia, donde individuos y pequeñas células extremistas han perpetrado ataques terroristas para luego reivindicarlos como obedientes a las órdenes de Baghdadi.
Introdujo la esclavitud en su «califato». Mujeres y niños eran vendidos en mercados de esclavos.

### Esclavitud sexual
Baghdadi era un violador en serie, habiendo mantenido "un número de esclavas sexuales personales".
El 14 de agosto de 2015, se informó que presuntamente reclamó, como su "esposa", a la rehén estadounidense Kayla Mueller y la violó repetidamente.  Más tarde, un informe de los medios de comunicación de ISIS acusó a Mueller de haber muerto en un ataque aéreo de las fuerzas anti-ISIS en febrero de 2015.  Sin embargo, una ex esclava sexual ha afirmado que Mueller fue asesinada por ISIS.

### Sectarismo y teocracia
A través de su nombre de pila, se rumoreaba que al-Baghdadi se había inspirado en el primer califa, Abu Bakr, que lideró a los "Bien Guiados" o Rashidun. Según la tradición sunita, Abu Bakr reemplazó a Mahoma como líder de oración cuando sufría de enfermedades.Otra característica del Rashidun original fue lo que algunos historiadores denominan como la primera discordia entre suníes y chiitas durante la batalla de Siffin.

## Familia
Abu Bakr al-Baghdadi tres hijas. Una de sus hijas, llamada Umaima al-Baghdadi había estado casada con Abu Nuradin Rustamov era el líder de ISIS fue asesinado por un cazabombardero F-16 estadounidense en 2016.

## Huida de Irak y estancia en Siria
Durante la ofensiva iraquí en Mosul en marzo de 2017, el primer ministro de Irak Haider al Abadi dijo que al-Baghdadi se escapó de dicha ciudad dejándola en manos de jerarcas militares yihadistas con órdenes para actuar contra la ofensiva llevada a cabo. Además expresó que actualmente se encuentra solo en Siria entre los límites de Irak y Siria, pero dentro de Siria prácticamente solo y sin nadie en quien confiar.

## Supuestas muertes
El 9 de noviembre de 2014, la aviación estadounidense bombardeó la zona donde supuestamente el Estado Islámico mantenía una reunión, y se especulaba la posibilidad de que se encontrara al-Baghdadi entre los asistentes. Por su parte, el Gobierno iraquí aseguró que su aviación había bombardeado el día anterior esta región, y que fue su ataque el que alcanzó a Al-Baghdadi. Además, «destrozaron» un convoy de diez vehículos armados en los alrededores de la ciudad de Mosul en lo que EE. UU. consideró un “encuentro” de líderes de la milicia yihadista wahabita. Asimismo alcanzaron la ciudad de Al Qaim, 290 km al oeste, junto a la frontera con Siria.
El 20 de enero de 2015, el primer ministro iraquí, Haider al Abadi, afirmó que al-Baghdadi había sido herido de gravedad en la ciudad de Al Qaim como resultado de un bombardeo, y añadió que se salvó «por casualidad y de milagro».
El 23 de abril de 2015, el Estado Islámico aparentemente confirmó que al-Baghdadi había fallecido a causa de sus graves heridas, infligidas por un bombardeo el 18 de marzo, según la agencia de noticias iraquí Waradana, citada por RIA Novosti. Según esta fuente los terroristas juraron de inmediato lealtad al supuesto su nuevo líder, Abu Alaa Afri, en la ciudad de Tal Afar.
El 16 de junio de 2017, Rusia anunció haber matado a al-Baghdadi en un bombardeo a las afueras de Raqqa la noche del 26 al 27 de mayo de 2017, aunque no ofreció pruebas concluyentes que lo confirmaran. Supuestamente Al-Baghdadi se encontraba con 300 militantes y 30 líderes del ISIS en los suburbios de Al Raqqa. Rusia señaló que no podía afirmar su muerte pero creía que al-Baghdadi falleció en dicho bombardeo. Sí confirmó que treinta mandos intermedios murieron, entre ellos el emir de Raqa, Abú al-Hadji, el jefe de seguridad del Estado Islámico, Suleiman al Shauakh, y el emir Ibrahim al-Naef la Hadj, que controlaba una de las zonas colindantes con Raqqa.
Posteriormente el Observatorio Sirio de Derechos Humanos declaró muerto al califa al-Baghdadi en la ciudad de Deir Ezzor. Sin embargo, El Pentágono señaló que no podía confirmar ni negar su muerte según el secretario de Defensa norteamericano James Mattis, estableciendo que no se puede afirmar ni negar la muerte de Al-Baghdadi. En julio de 2017 el Ministerio del Interior de Irak afirmó que al-Baghdadi permanece vivo, pero no en Raqqa. El 21 de julio de 2017, el Secretario de Defensa de EE. UU. señaló que al-Baghdadi seguía vivo: “Hasta que lo hayamos matado nosotros seguiré asumiendo que está con vida”, afirmó Jim Mattis.

## Comunicados

### 2015
El Estado Islámico publicó un mensaje de audio que, según afirmaba, provenía de Al Baghdadi. En la grabación, al-Baghdadi insta a los musulmanes a emigrar al Estado Islámico y unirse a la lucha en Irak y Siria. También condena la participación saudí en Yemen y afirma que el conflicto conducirá al fin del gobierno de la familia real saudí. Además, afirma que el Islam nunca fue una religión de paz, sino que es "la religión de la lucha". 
Se publicó un mensaje de audio que duró aproximadamente 23 minutos el 23 de septiembre de 2015. Al-Baghdadi advierte a las naciones occidentales que no interfieran más en sus asuntos y amenaza con el futuro establecimiento del EIIL en Israel. También celebra la derrota de los "cruzados" y los "judíos" en Irak y Afganistán.

### 2016
Se publicó un mensaje de audio. En él, al-Baghdadi discute la necesidad de que el EIIL defienda sus fuerzas dentro de Mosul y alienta a las fuerzas del EIIL a perseguir a los musulmanes chiitas y a los alauitas. También afirma que planea comenzar a luchar en Arabia Saudita, Turquía y más allá, y argumenta a favor de usar el martirio en Libia para difundir el apoyo.

### 2017
Una grabación de audio de 46 minutos fue difundida a través de la organización de medios de comunicación Al Furqan, propiedad de ISIS, en la que al-Baghdadi acusa a Estados Unidos de marchitarse frente a Rusia y de carecer de "voluntad para luchar". Al-Baghdadi se refiere a los recientes acontecimientos, incluidas las amenazas norcoreanas contra Japón y Estados Unidos y la recaptura de Mosul por parte de las fuerzas iraquíes respaldadas por Estados Unidos más de dos meses antes, probablemente para disipar los rumores de su muerte.

### 2018
Se publica un mensaje de audio, casi un año después de su comunicación anterior. Al-Baghdadi pide a sus seguidores que "perseveren" a pesar de las grandes pérdidas en Irak y Siria y pide más ataques en todo el mundo. También comenta sobre los acontecimientos recientes, sugiriendo que el mensaje de audio fue grabado recientemente. Muchos expertos creyeron que era él, ya que la voz se parecía a la que se escuchaba en sus otros mensajes de audio.

### 2019
Tras cinco años en el que sólo se habían difundido grabaciones de audio y en al menos dos ocasiones se le había dado por muerto en bombardeos de la coalición occidental contra el Estado Islámico, al-Baghdadi reapareció en una grabación de abril de 2019 en un vídeo de propaganda del Estado Islámico, en el que clama venganza por el asesinato y el encarcelamiento de sus militantes y hace referencia acciones militares realizadas en marzo de 2019, lo que confirmaría la autenticidad del vídeo.
En la grabación se muestra a al-Baghdadi departiendo con otros líderes terroristas que aparecen con el rostro pixelado, y se refiere a la guerra contra los cruzados, a la batalla de Baghdouz, lo que indicaría que se ha grabado recientemente. En el video, al-Baghdadi aparece con un rifle de asalto mencionando eventos recientes como la pérdida del último territorio del Estado Islámico en Baghuz Fawqani, los atentados de Pascua en Sri Lanka y el derrocamiento de los presidentes sudanés y argelino Omar al-Bashir y Abdelaziz Bouteflika, lo que sugiere que el video fue filmado alrededor de una semana antes de ser publicado. y sostiene que es una venganza por lo ocurrido en Baghdouz.
El 16 de septiembre de 2019, al-Baghdadi publicó un mensaje de audio en el que pedía a sus seguidores que liberaran a los miembros de ISIS detenidos y a sus familias recluidos en campamentos en Irak y Siria. Fue grabado y distribuido por Al Furqan Establishment for Media Production.

## Muerte

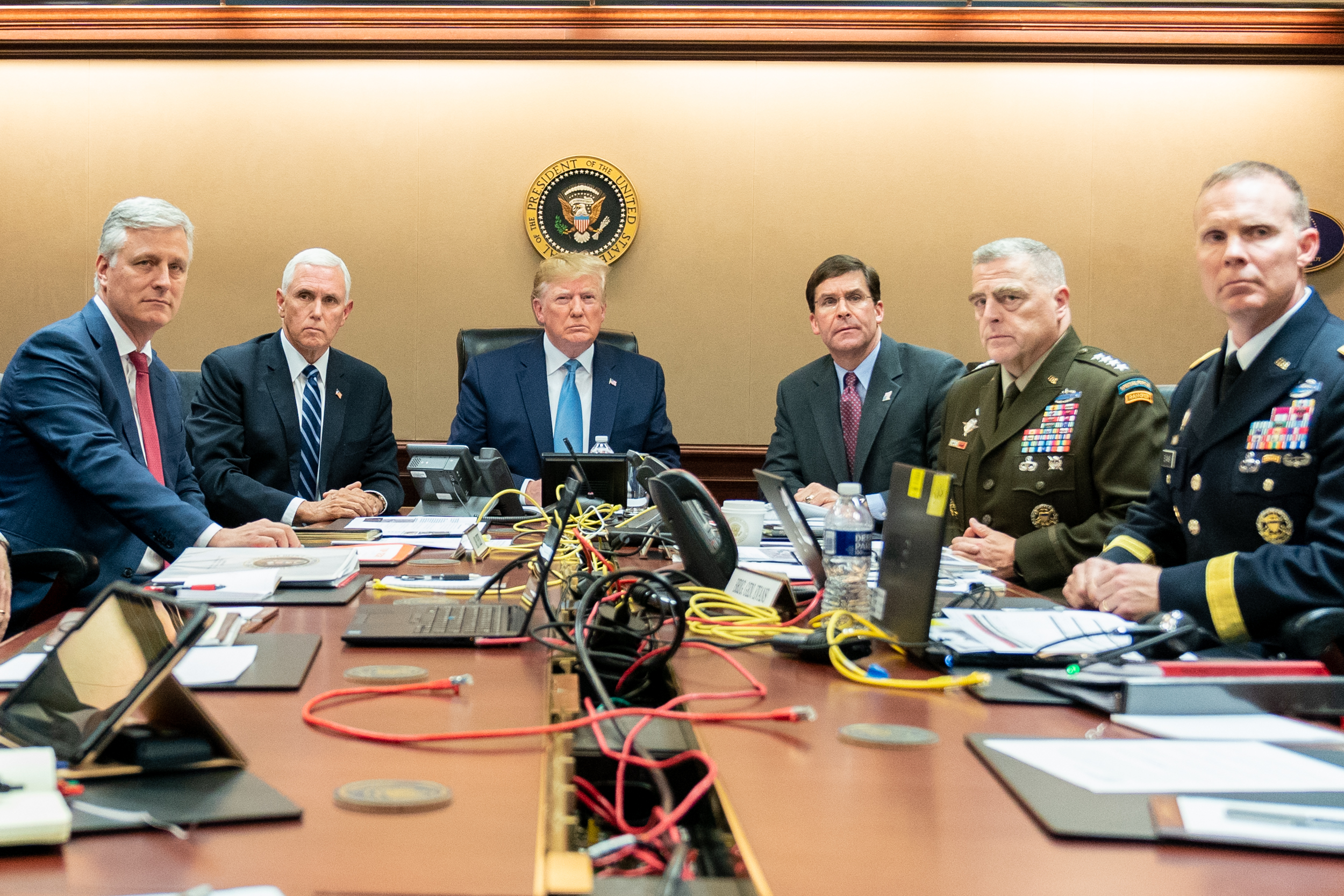
El presidente Trump, con importantes funcionarios civiles y militares, observa la incursión de Barisha contra el ISIL en la sala de crisis de la Casa Blanca, el 26 de octubre de 2019.

El 26 de octubre de 2019, unidades de la Fuerza Delta del Comando Conjunto de Operaciones Especiales de los EE. UU, junto unidades del 75.⁰ Regimiento de Rangers realizaron una incursión en la provincia de Idlib de Siria, en la frontera con Turquía, que resultó en la muerte de al-Baghdadi. La redada fue lanzada con base en un esfuerzo de inteligencia de la División de Actividades Especiales de la CIA que había localizado al líder de ISIS.
Una vez que Delta estuvo dentro del edificio objetivo, Baghdadi huyó a una red de túneles debajo de las instalaciones con un chaleco suicida y llevando a dos niños con él. Para cuando llegó a un callejón sin salida, un robot militar de eliminación de explosivos y un perro (más tarde identificado como un Malinois belga macho llamado "Conan") habían sido enviados para someterlo. Detonó su chaleco, matándose a sí mismo y a dos niños, y causando el colapso del túnel. Se cree que los niños asesinados eran menores de 12 años. Los soldados estadounidenses cavaron entre los escombros para recuperar algunos de los restos de Baghdadi y los técnicos de laboratorio realizaron con éxito pruebas biométricas y de perfiles de ADN dentro de los 15 minutos posteriores a su muerte a través del análisis de la Agencia de Inteligencia de Defensa, confirmando la identidad de Baghdadi. Según la Casa Blanca, "una combinación de evidencia visual y pruebas de ADN confirmó la identidad de Baghdadi". La rápida confirmación de ADN se atribuye a las fuerzas especiales que ya poseen muestras del tejido de Baghdadi, supuestamente proporcionadas voluntariamente por una de sus hijas, según un funcionario estadounidense.
En una conferencia de prensa, el presidente de los Estados Unidos Donald Trump anunció la muerte de Baghdadi y pasó a describir la exitosa operación contra él en detalle, informando que las fuerzas estadounidenses utilizaron helicópteros, aviones y drones a través del espacio aéreo controlado por Rusia y Turquía.
Para el gobierno de la República Árabe Siria el anuncio de la muerte del líder de Estado Islámico por parte de Estados Unidos en la gobernación de Idlib (parte del territorio sirio) no es fiable.

### Sucesión
En septiembre de 2019, una declaración atribuida al brazo propagandístico del Estado Islámico, la agencia de noticias Amaq, afirmaba que Abdullah Qardash había sido nombrado sucesor de al-Baghdadi. Los analistas desestimaron esta declaración como una invención, y se informó que los familiares dijeron que Qardash murió en 2017. Rita Katz, analista de terrorismo y cofundadora de SITE Intelligence, señaló que la supuesta declaración utilizaba un tipo de letra diferente en comparación con otras declaraciones y que nunca se distribuyó en los canales de Amaq o ISIS. Otros dos individuos, el saudí Abu Saleh al-Juzrawi y el tunecino Abu Othman al-Tunsi, también fueron nombrados como posibles candidatos para suceder a al-Baghdadi, que eran cercanos a Baghdadi y se cree que estuvieron presentes en su última aparición en video.
El 29 de octubre de 2019, Trump declaró en las redes sociales que el "reemplazo número uno" de al-Baghdadi había sido asesinado por las fuerzas estadounidenses, y agregó: "Lo más probable es que hubiera ocupado el primer lugar, ¡ahora también está muerto!". Si bien Trump no especificó un nombre, un funcionario estadounidense confirmó más tarde que Trump se refería al portavoz y líder principal de ISIS, Abul-Hasan al-Muhajir, quien murió en un ataque aéreo estadounidense en Siria dos días antes. El 31 de octubre, un medio del Estado Islámico en Telegram nombró a Abu Ibrahim al-Hashimi al-Qurashi como sucesor de Baghdadi.